# Metapogonia platypus
Metapogonia platypus är en skalbaggsart som beskrevs av Hermann Julius Kolbe 1899. Metapogonia platypus ingår i släktet Metapogonia och familjen Melolonthidae. Inga underarter finns listade i Catalogue of Life.